# Hamida Rania Nefsi
Hamida Rania Nefsi (en arabe : حميدة رانيا النفسي), née le 17 novembre 1997, est une nageuse algérienne.

## Carrière
Elle est médaillée d'or du 400 mètres quatre nages et médaillée de bronze du relais 4 × 200 m nage libre aux Jeux africains de 2015.
Aux Championnats arabes de natation 2016, elle est médaillée d'or du 200 et 400 mètres quatre nages et du relais 4 × 200 m nage libre et médaillée de bronze du 200 mètres dos.
Elle obtient aux Championnats d'Afrique de natation 2016 la médaille d'or du relais 4 x 100 m nage libre, trois médailles d'argent (200 et 400 mètres quatre nages et relais 4 x 200 m nage libre) et une médaille de bronze au relais 4 x 100 m quatre nages.
En 2018, elle remporte aux Championnats d'Afrique la médaille d'or du 400 mètres quatre nages et la médaille de bronze du 200 mètres brasse.
Elle est médaillée d'argent du 200 mètres papillon, du 200 mètres quatre nages, du 400 mètres quatre nages et du 4 x 100 m nage libre mixte et médaillée de bronze sur 4 x 100 m nage libre et sur 4 x 200 m nage libre aux Jeux africains de 2019.
Elle obtient aux Championnats d'Afrique de natation 2022 à Tunis la médaille d'argent sur 4 × 100 mètres 4 nages et sur 4 × 100 mètres 4 nages mixte ainsi que la médaille de bronze sur 4 × 200 mètres nage libre.
Aux Jeux africains de 2023 à Accra, elle est médaillée d'or sur 200 mètres brasse, médaillée d'argent sur 400 mètres quatre nages, et médaillée de bronze sur 100 mètres brasse, sur 200 mètres quatre nages, sur 4 × 200 mètres nage libre, sur 4 × 100 mètres quatre nages et sur 4 × 100 mètres quatre nages mixte.
Elle est médaillée d'or sur 200 mètres quatre nages et 400 mètres quatre nages et médaillée de bronze sur 200 mètres brasse ainsi qu'aux relais 4 x 200 m nage libre et 4 x 100 m quatre nages aux Championnats d'Afrique de natation 2024 à Luanda.

## Famille
Elle est la sœur du nageur Lies Nefsi.